# УСЭТ-80
УСЭТ-80 (Универсальная Самонаводящаяся Электрическая Торпеда) — советская 533-мм самонаводящаяся электрическая торпеда подводных лодок.
Главный конструктор А. В. Сергеев, ЦНИИ «Гидроприбор». Принята на вооружение в 1980 году. Производилась на заводе «Дастан» в Киргизии.

## Характеристики
- Калибр: 533 мм
- Длина: 7,9 м
- Масса: 2000 кг
- Масса БЧ: 200—300 кг
- Дальность хода: 18 км
- Скорость хода: 45 узлов
- Максимальная глубина поражения цели: 1000 м.
- Энергетическая установка: серебряно-магниевая батарея, активируемая морской водой.
- Система наведения: двухканальная по активно-пассивному акустическому каналу и каналу наведения по кильватерному следу корабля. Для обнаружения кильватерного следа используется рассеивание акустических волн на взвешенных пузырьках воздуха.

Стоимость: 30 млн рублей в ценах 2008 года.